# Albert Haueisen

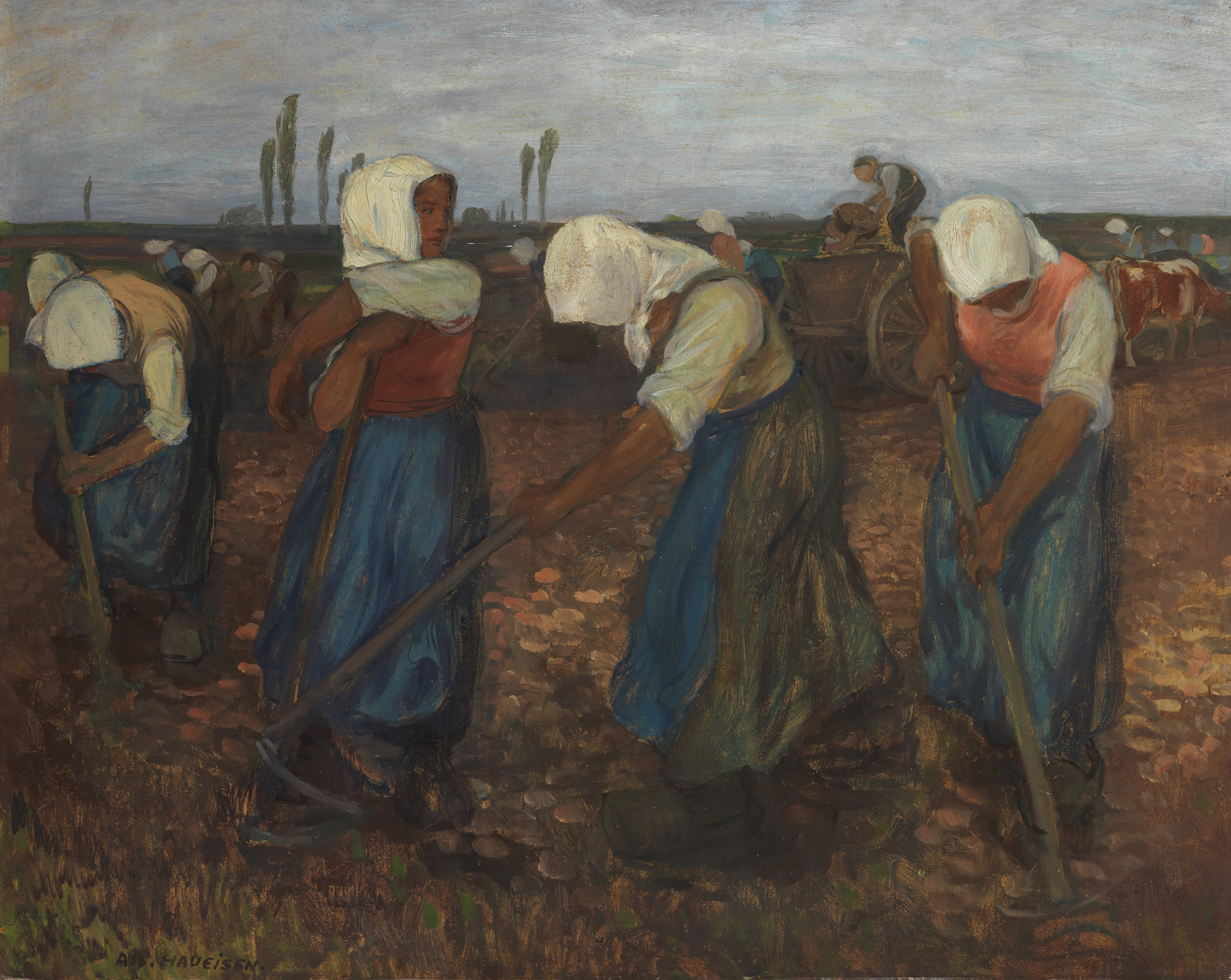
Bei der Kartoffelernte (vor 1909); Öl auf Leinwand

Albert Haueisen (* 7. Juli 1872 in Stuttgart; † 5. Februar 1954 in Kandel (Pfalz)) war ein deutscher Maler und Hochschullehrer. Er war ein Spätimpressionist, lehrte an der Kunstakademie Karlsruhe und war Gründungsmitglied der Arbeitsgemeinschaft Pfälzer Künstler.

## Leben

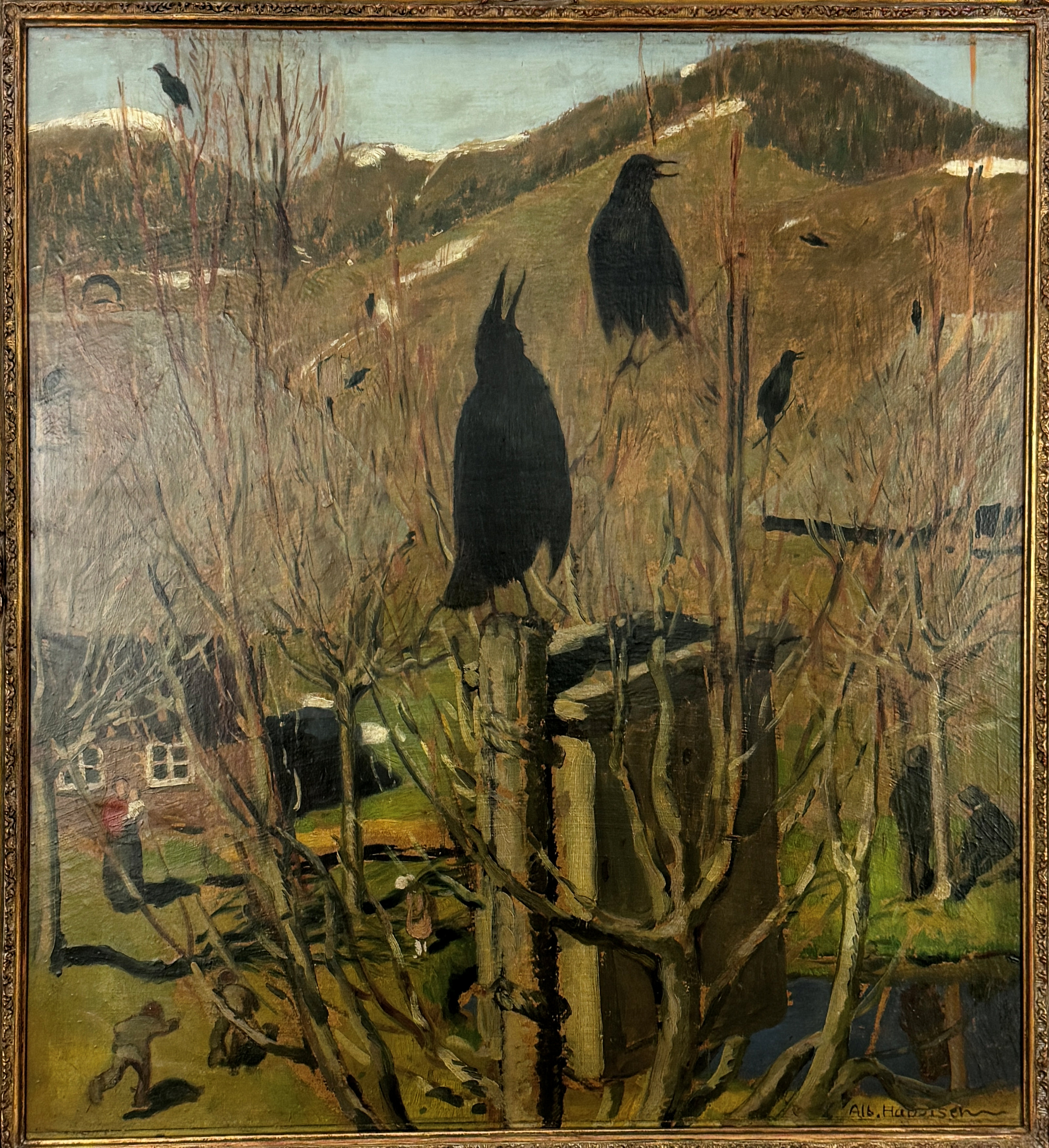
Stare (1903)

Als Sohn eines Architekten kam er mit 15 Jahren an die Kunstakademie Karlsruhe. Er war dort Meisterschüler von Leopold von Kalckreuth und Hans Thoma. Später studierte er an der Kunstakademie München und kam 1905 als Lehrer und späterer Direktor der Kunstakademie wieder nach Karlsruhe zurück.
1933 trat er wegen der politischen Einflussnahme in der Kunstakademie zurück, wurde jedoch kurzfristig zum Leiter der Reichskammer der bildenden Künste für den Gau Westmark ernannt. Schon 1934 folgte ihm der Bildhauer Theobald Hauck in diesem Amt nach.
Haueisens Grab befindet sich auf dem Friedhof in Jockgrim im Landkreis Germersheim, wo er ab 1905 seinen Wohnsitz hatte.
Seit 1979 schreibt der Landkreis Germersheim alle zwei Jahre zusammen mit dem Verein zur Förderung von Kunst und Kultur e. V. den Albert-Haueisen-Kunstpreis zur Förderung lokaler Künstler aus.

## Ehrungen
- 1936: Albert-Weisgerber-Preis (= Westmarkpreis für Bildende Kunst)[3]
- 1950: Hans-Thoma-Preis
- 1952: Großes Verdienstkreuz der Bundesrepublik Deutschland

## Werke (Auswahl)
- Garten Jockgrim, um 1920, Öl auf Leinwand, 70 cm × 90 cm
- Stillleben mit Pfirsichen und Zwetschgen in einer Glasschale auf weißem Tischtuch
- Apfelblüte
- Blick aus dem Atelierfenster
- Stillleben mit Trommel
- Porträt Josef Höffler, Öl, Theodor-Zink-Museum, Kaiserslautern